# Otto-Pankok-Schule
Die Otto-Pankok-Schule (kurz OP, umgangssprachlich oft Otto-Pankok-Gymnasium) ist ein Gymnasium der Stadt Mülheim an der Ruhr.
Es erhielt seinen heutigen Namen 1974 nach Otto Pankok, einem bekannten in Mülheim geborenen Maler, Zeichner und Bildhauer.
Die Otto-Pankok-Schule hat 868 Schüler und 73 Lehrer (Stand vom 28. Juni 2018).

## Geschichte
Die Schule hat ihre Wurzeln in der 1852 eröffneten „Höheren Bürgerschule“. Dieses Datum wird auch als Gründungsjahr der Otto-Pankok-Schule betrachtet und wurde zuletzt 2002 – zum 150-jährigen Bestehen – entsprechend gefeiert. 1911 kam es zur Teilung der Anstalt in das staatliche „Königliche Gymnasium mit Realgymnasium“ (die heutige Otto-Pankok-Schule) und die städtische „Oberrealschule“ (das heutige Gymnasium Karl-Ziegler-Schule). Erster Direktor des neu gegründeten staatlichen Gymnasiums war Adolf Stamm.
Nach Ende des Ersten Weltkrieges trug sie den Namen Staatliches Gymnasium. Da das Städtische Gymnasium die Tradition des Realgymnasiums mit Betonung auf den Naturwissenschaften weiterführte, war nach der Neuorganisation des Schulwesens nach der Zeit des Nationalsozialismus der Charakter des Gymnasiums im Namen Staatliches Gymnasium Mülheim a. d. Ruhr (Altsprachliches und Neusprachliches Gymnasium) abzulesen. Eingangssprache war Latein. Nach Englisch als zweiter Fremdsprache kam in der Mittelstufe entweder Altgriechisch oder Französisch dazu. Der altsprachige Zweig des damaligen Jungengymnasiums durfte sogar von einzelnen Damen besucht werden, wenn diese ihre Griechischkurse weiterführen wollten oder sollten. Aber auch die musischen Fächer wurden besonders gefördert. So bekam die Aula Ende der 1950er Jahre eine von Hugo Stinnes jun. gestiftete Orgel, zu deren Einweihung im Oktober 1959 Albert Schweitzer gewonnen werden konnte, der zu einem Besuch der mit ihm befreundeten Familie Stinnes in der Stadt weilte. Die wenig genutzte Orgel wurde in das neue Schulgebäude übernommen. Der Musiklehrer Heuken war mit seinen Offenen Singen, die er mit der Schulgemeinde veranstaltete, sogar im Rundfunk zu hören.
Nach Übernahme der Schulträgerschaft durch die Stadt Mülheim an der Ruhr am 1. Januar 1974 beschloss der Rat der Stadt, dass Otto Pankok Namenspatron werden soll. Am 1. August erhielt die Otto-Pankok-Schule ihren heutigen Namen.
Am 7. April 1978 wurde im Forum der Schule mit Solar Music – Live das erste Live-Album der deutschen Rockband Grobschnitt aufgenommen.
Vom 5. Februar 2014 bis zum 18. Februar selben Jahres war das Schulgebäude aufgrund akuter baulicher Mängel für den Unterricht geschlossen. Die Mängel, die nicht sturmfeste Außenfassade, wurden im Rahmen von Brandschutzmaßnahmen entdeckt. Seither wird das Gebäude saniert.

## Schulstruktur, Besonderheiten
- Als erste Fremdsprache kann Latein gewählt werden, dazu kommen zwei Stunden Englisch. Damit wird die Tradition des humanistischen Gymnasiums fortgeführt.
- In der Oberstufe wird durch Kooperation mit den anderen fünf Oberschulen der Stadt ein differenziertes Kursangebot ermöglicht. Als Arbeitsgemeinschaft wird ab der 10. Klasse Altgriechisch angeboten.
- Der bereits 1898 gegründete Schülerruderverein, der bis heute Bestand hat, ist einer der ältesten im Lande. Er besitzt ein eigenes Bootshaus an der Ruhr in Menden.

## Aktionen und Erfolge
- Das Gymnasium ist 2005 NRW-Meister im Schulhockey; dieser Titel konnte in der Harbecke-Sporthalle in Mülheim im Finale gegen eine Schule aus Dortmund errungen werden. Auf dem sportlichen Sektor wurden zahlreiche Erfolge verbucht (z. B. durch die schuleigene Ruderriege).
- Überregionale Bekanntheit erreichte die Kabarettgruppe „Die OPtiker“ des Literaturkurses der Jahrgangsstufe 12. Ihr Programm fand schon oft die Anerkennung von Kritikern der Ruhrgebietszeitung WAZ.
- Ebenso trägt die Otto-Pankok-Big Band OPas-Band durch zahlreiche Auftritte auch außerhalb Mülheims zur internationalen Bekanntheit des Gymnasiums bei. So waren in diesem Jahr die jungen Musiker zum dritten Mal beim Mülheimer Jazz-Festival zu sehen und zu hören.[5]
- Jedes Jahr fahren ungefähr 16 Schüler in Begleitung zweier Lehrer zur Partnerstadts Mülheims, Darlington.[6] Dort besuchen sie die Partnerschule der Otto-Pankok-Schule, die Longfield School oder das Queen Elizabeth Sixth Form College. Dazu stehen ein Empfang durch den Bürgermeister Darlingtons sowie eine Besichtigung des Eisenbahnmuseums in Darlington an der ersten Eisenbahnstrecke der Welt, der Stockton and Darlington Railway, auf dem Programm. Je nach Organisation der Fahrt wohnen die Schüler bei Familien von Schülern der Longfield-School oder im Arts-Centre in Darlington. Die Schüler bleiben eine Woche in Darlington.
- 2011 veröffentlichte die Schule in Zusammenarbeit mit der Realschule Broich und Sponsoren aus der Mülheimer Wirtschaft ein Sachbuch über ihren Namensgeber.[7]

## Partnerschulen
Partnerschulen sind das Carl-Goerdeler-Gymnasium in Leipzig und die Longfield School in der Mülheimer Partnerstadt Darlington.

## Bekannte ehemalige Schüler

### Vor 1911
- Franz Haniel junior (1842–1916), Unternehmer
- August Bungert (1845–1915), Komponist, Dichter
- Robert Rheinen (1844–1920), Kunstsammler, Heimatforscher
- Hugo Baedeker (1846–1879), Buchhändler
- Wilhelm Kufferath (1853–1936), Cellist
- Hubert Engels (1854–1945), Wasserbauingenieur
- Friedrich Thyssen junior (1854–1916), Bruder des Firmengründers August Thyssen
- Walter Hammerstein (1862–1944), Bankier, Gründer der Broich-Speldorfer Wald- und Gartenstadt AG
- Gerhard Küchen (1861–1932), Kommerzienrat, Enkel von Mathias Stinnes
- Karl Deicke (1863–1943), Amtsrichter, Heimatforscher
- Heinrich Stinnes (1867–1932), Regierungsrat, Kunstsammler
- Karl Schmitz-Scholl senior (1868–1933), Großhandelskaufmann, Gesellschafter der Firma Tengelmann
- Hugo Stinnes (1870–1924), Großindustrieller, Begründer eines Weltkonzerns
- Otto Müller (1870–1944), katholischer Priester, Widerstandskämpfer
- Ferdinand Sauerbruch (1875–1951), Arzt, Chirurg
- Jean Baptiste Coupienne junior (1877–1838), Lederfabrikant, Erbauer von Haus Urge
- Karl Haniel (1877–1944), deutscher Unternehmer
- Ernst Oberfohren (1881–1933), Politiker (DNVP), Mitglied des Reichstages, Fraktionsvorsitzender

### Nach 1911
- Otto Pankok (1893–1966), Maler, Graphiker und Bildhauer
- Werner Gilles (1894–1961), Maler
- Fritz Peretti (1895–1978), Bildhauer
- Heinrich Josef Oberheid (1895–1977), evangelischer Theologe
- Edmund Stinnes (1896–1980), Unternehmer, ältester Sohn von Hugo Stinnes
- Karl Schmitz-Scholl junior (1896–1969), Großhandelskaufmann, Gesellschafter der Firma Tengelmann
- Hugo Stinnes junior (1897–1982), Unternehmer, Sohn von Hugo Stinnes
- Ernst Forsthoff (1902–1974), Staatsrechtler
- Otto Weiß (1902–1944), Verwaltungsjurist, Widerstandskämpfer gegen den Nationalsozialismus
- Otto Stinnes (1903–1983), Unternehmer, Sohn von Hugo Stinnes
- Richard Bottler (1903–1985), Diplomat, deutscher Botschafter in Liberia (1955–1959)
- Werner Marx (1910–1994), Philosoph
- Erich Bachem (1906–1960), Ingenieur, Konstrukteur, Pionier auf dem Gebiet der Raketentechnik
- Günther Smend (1912–1944), Oberstleutnant der Wehrmacht, Widerstandskämpfer gegen den Nationalsozialismus[8]
- Wilhelm Perpeet (1915–2002), Kulturphilosoph, Professor an der Universität Bonn
- Gisbert Hasenjaeger (1919–2006), Mathematiker, Chiffrierexperte beim Oberkommando der Wehrmacht (OKW)
- Walter Teller (1928–1999), Pädiater in Ulm
- Peter Schäfer (* 1943), Judaist
- Werner Nekes (1944–2017), Filmregisseur, Sammler historischer optischer Objekte
- Lutz Kremer (* 1945), Lehrer, Schriftsteller, Unternehmer
- Klaus Kracht (* 1948), Professor für Sprache und Kultur Japans an der Humboldt-Universität zu Berlin
- Hans-Werner Lindgens (* 1949), Unternehmer
- Ulrich Herbert (* 1951), Historiker, Professor für Neuere und Neueste Geschichte an der Universität Freiburg im Breisgau
- Jürgen Großmann (* 1952), Stahlunternehmer, Vorstandsvorsitzender der RWE AG
- Walter Eichendorf (* 1953), Versicherungsmanager, Hochschullehrer, Präsident des Deutschen Verkehrssicherheitsrats
- Helge Schneider (* 1955), Komiker, Schauspieler
- Ulrich Scholten (* 1957), Kommunalpolitiker (SPD), eh. Stadtverordneter, Oberbürgermeister
- Stefan Klöckner (* 1958), Musiker, Musikwissenschaftler und katholischer Theologe, Professor für Gregorianischen Choral und Musik des Mittelalters an der Folkwang Universität der Künste Essen, Ruhrpreisträger der Stadt Mülheim an der Ruhr
- Stefan Hufschmidt (* 1960), Schauspieler
- Andy Brings (* 1971), Musiker
- Jens Baganz (* 1961), Oberbürgermeister a. D., Staatssekretär a. D., Politiker (CDU)
- Maren R. Niehoff (1963), Hochschullehrerin, Judaistin, Althistorikerin
- Otto A. Strecker (* 1963), Ökonom, Managementberater und Publizist
- Dirk Siepmann (* 1966), Sprachwissenschaftler, Professor für Fachdidaktik des Englischen an der Universität Osnabrück
- Alexander C.T. Geppert (* 1970), Historiker, Professor für europäische Geschichte an der New York University
- Lars Burgsmüller (* 1975), Tennisspieler, Platz 65 der Tennisweltrangliste (2002), Davis Cup Spieler
- Marion Rodewald (* 1976), Hockeyspielerin, Kapitän der deutschen Hockeynationalmannschaft der Damen, Goldmedaille bei den Olympischen Sommerspielen 2004 in Athen
- Inga Stöckel (* 1988), Hockeyspielerin
- Lisa Vitting (* 1991), Schwimmerin
- Christopher Rühr (* 1993), Hockeynationalspieler, Weltmeister
- Aris Alexander Blettenberg (* 1994), Pianist, Komponist, Dirigent